# Poitzenburg

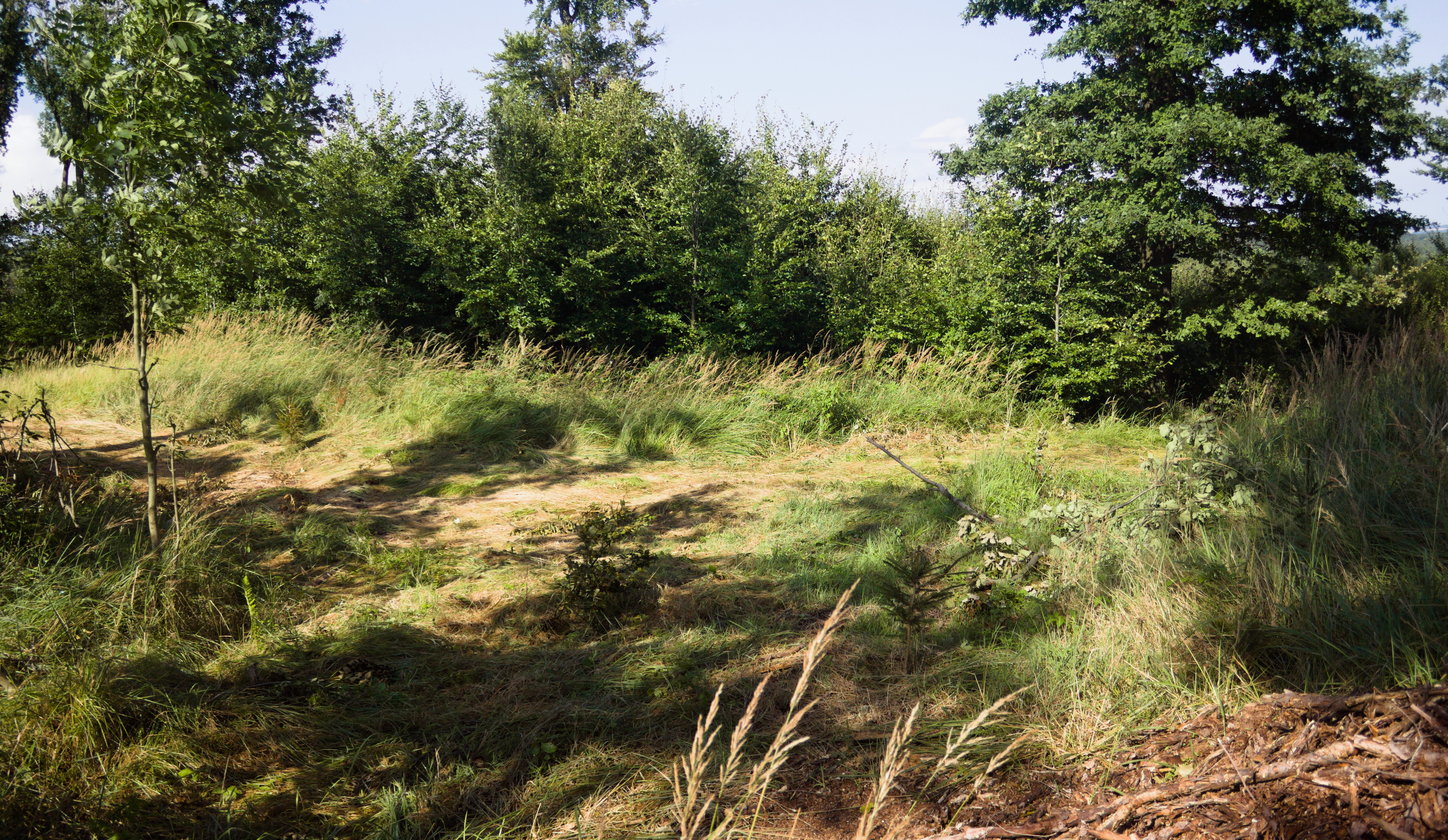
Überreste der Poitzenburg

Die Poitzenburg (polnisch Pirszyn) ist ein Burgstall 1,5 km östlich von Hagendorf (Gradów) an der Straße Löwenberg – Greiffenberg in der Landgemeinde Lwówek Śląski im Powiat Lwówecki der Woiwodschaft Niederschlesien in Polen. Auf Polnisch heißt der Hügel, auf dem die Burg liegt, heute Góra Heleny.

## Geschichte
Die Anfänge der Befestigung sind nicht belegt, stammen aber möglicherweise aus der Zeit der Konflikte zwischen Polen und Böhmen. Vermutet werden die Zeit Bolesławs des Tapferen oder das 12./13. Jahrhundert. Die Chronica Polonorum erwähnt den Ort „Pirzschin“. Andere Schreibweisen des Namens sind Pitzchin und Pirzzin. Jan Długosz erwähnt den Namen Przin oder Prztyn, als Konrad I. von Glogau 1271 die Burg seiner Frau Sophie überließ. Im Jahr 1276 kaufte Heinrich IV. eine Burg. Es ist jedoch nicht klar, ob sich diese Informationen auf Pirszyn oder auf die nahegelegene Burg Talkenstein beziehen. Im Jahr 1441 ist ein gewisser Hans Renke aus Botzenberg urkundlich erwähnt. Die Burg wurde Mitte des 15. Jahrhunderts zerstört und ihre Steine für den Bau einer Straße zwischen Löwenberg und Greiffenberg verwendet. In einiger Entfernung der Burg befanden sich die Güter Ober- und Nieder-Poitzenberg.

## Erhaltungszustand
Erhalten sind einige niedrige Erdwälle, ein Brunnen und eine Erhöhung mit trichterförmiger Vertiefung. Bei Ausgrabungen fand man Mauerwerk, Brandschutt und Geräte, die als aus dem 10. Jahrhundert stammend angesehen wurden.